# The Madness and the Damage Done
The Madness and the Damage Done è un singolo del gruppo musicale norvegese Shining, pubblicato il 24 dicembre 2009 come secondo estratto dal quinto album in studio Blackjazz.

## Descrizione
Si tratta della traccia d'apertura dell'album ed è caratterizzato da sonorità che unisce elementi progressive metal, jazz e metal estremo, con un cantato principalmente death da parte di Jørgen Munkeby.
Nel 2020, in occasione dei dieci anni di Blackjazz, è stata resa disponibile una versione del brano realizzata con la partecipazione vocale di Ihsahn.

## Video musicale
Il videoclip, prodotto da Anders Børresen, è stato reso disponibile il 20 febbraio 2010 attraverso il canale YouTube del gruppo.

## Tracce
Download digitale – 1ª versione
1. The Madness and the Damage Done – 5:20

Download digitale – 2ª versione
1. The Madness and the Damage Done (Radio Edit) – 3:15

Download digitale – 10 Years Anniversary Edition
1. The Madness and the Damage Done (feat. Ihsahn) – 4:09

## Formazione
Gruppo
- Munkeby – voce, chitarra e sassofono, tastiera, aerofoni, sintetizzatore, FX e programmazione aggiuntive
- Lofthus – batteria
- Kreken – basso
- Moen – tastiera, sintetizzatore
- Hermansen – chitarra

Produzione
- Munkeby – produzione, registrazione
- Sean Beavan – missaggio
- Tom Baker – mastering
- Espen Høydalsvik – registrazione
- Johnny Skalleberg – registrazione
- Lars Voldsdal – registrazione